# Barrera de contención

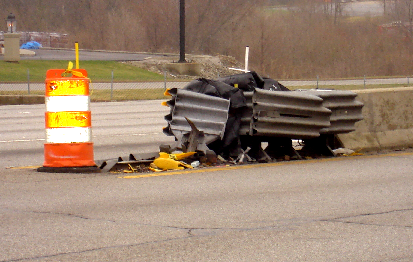
Un barril naranja indica que los cuerpos de amortiguación requieren ser reparados después de haber cumplido con su objetivo. Los objetos más suaves fueron destrozados antes que el impacto llegase a la barrera de concreto.

Una valla o barrera de contención o del inglés, "Armco Barrier" puede estar presente cerca a la trayectoria de un objeto en movimiento, donde particularmente existe la probabilidad de que se pueda efectuar una colisión y daño relativamente significante dado su masa y velocidad referente a su contorno. 
Puesto que en la práctica, existen distintas formas de absorber un golpe, ya sea esto por medio de diseños intencionales o sobre objetos de la naturaleza, las propiedades de los materiales involucrados en la colisión son de gran importancia en referencia al evento, y ultimadamente, a los resultados.

## Vehículos en movimiento
Una valla o barrera de contención se llega a divisar como parte del perímetro de una pista en muchos eventos de las carreras competitivas, especialmente localizadas en curvas pronunciadas. Como las barreras de contención pueden ser empleadas en el automovilismo y en otros deportes motorizados, así también son utilizadas en la prevención vial.
Hay diferentes tipos de barreras de contención, unas son permanentes o semipermanentes y que han sido hechas con madera y acero (u otros materiales), y hay las protecciones que son modulares o constituidas de varios segmentos independientes, como lo son: los barriles plásticos vacíos, o los llenos de agua o barriles plásticos llenos de arena.